# William Edwards Deming
Wiliam Edwards Deming [víljem édvards déming], ameriški fizik in statistik, * 14. oktober 1900, Sioux City, Iowa, ZDA, † 20. december 1993, Washington, ZDA.
Deming je med 2. svetovno vojno izboljšal proizvodnjo v ZDA, čeprav je najbolj znan po svojem delu na Japonskem.

## Življenje do druge svetovne vojne
Študiral je elektrotehniko na Univerzi Wyominga v Laramieju (1921). nato pa še fiziko in statistiko na univerzah Kolorada ter Yale. Magistriral je leta 1925 na Univerzi Kolorada, doktoriral pa leta 1928 na Yaleu. 
Bil je profesor statistike na Univerzi v New Yorku (1946–1993) in na Univerzi Columbia (1988–1993). Bil je tudi svetovalec zasebnim podjetjem.

### Demingov sistem v 14 ključnih točkah
Pri večletnem delu s statističnimi raziskavami v različnih podjetjih in institutih v ameriškem gospodarstvu, je Deming prišel do številnih spoznanj, ki jih je povezal v svojo teorijo. To teorijo je poimenoval Sistem poglobljenega znanja-vedenja v 14-točkah, katere mora vsako podjetje izpolnjevati, za izboljšanje učinkovitosti poslovanja. Te so:
1. Težnja po izboljšavah produktov in storitev mora postati stalnica, da se zagotovi konkurenčnost in obstoj podjetja. Treba je sprejeti odločitev, komu je vodstvo - menedžment odgovoren.
2. Sprejeti je treba novo filozofijo. Ne moremo več sprejemati splošno sprejete ravni, napak, defektnih materialov, in slabe izdelave.
3. Treba je prekiniti odvisnost od masovne kontrole. Namesto tega je potrebno zahtevati statistične podatke, ki odražajo kakovost.- (preprečevanje napak, namesto zaznavanje napak)
4. Prenehati je treba ocenjevati uspešnost poslovanja na osnovi trenutnih cen. Namesto tega je treba vzpostaviti smiselne mere, ki upoštevajo poleg cene tudi kakovost. Izločiti slabe dobavitelje. Prekiniti sodelovanje z dobavitelji, ki se ne morejo dokazati na osnovi statističnih kazalcev kakovosti.
5. Odkrivati probleme, je naloga vodstva podjetja. Delo vodstva podjetja je da nenehoma dela na sistemu, ga izboljšuje - v zasnovi, projektiranju, nabavi materialov, nabavi izdelkov, sestavi materiala, vzdrževanju materialov, vzdrževanju strojev, izboljševanju strojev, usposabljanju, nadzoru, dodatnem usposabljanju zaposlenih.
6. Uvesti sodobne metode šolanja na delovnem mestu.
7. Odgovornost delovodij je premaknitev od dela za količine, na delo za kakovost. To bo avtomatično povečalo produktivnost. -(ne delamo več odpada!) Vodstva morajo biti vedno pripravljena nemudoma ukrepati na poročila delovodij o težavah, kot so: skrite napake, nevzdrževani stroji, slaba orodja, nejasna delovna navodila in podobno.
8. Pregnati strah, tako da vsakdo lahko dela svoje delo učinkovito za podjetje.
9. Odstraniti pregrade med oddelki. Ljudje v razvoju, projektivi, dobavi in proizvodnji morajo delati kot ekipa, da predvidijo probleme v proizvodnji, na katere utegnejo naleteti pri različnih materialih in specifikacijah.
10. Odstraniti je treba s števili izražene posterje, slogane za zaposlene, ki zahtevajo povečano produktivnost, ne navajajo pa načinov, kako naj to dosežejo.
11. Umakniti je treba delovne standarde, ki predpisujejo številske kvote.
12. Odstraniti je treba prepreke med delavci plačanimi na uro in stalnimi, (spoštovati delavčeve veščine).
13. Vzpostaviti aktiven program izobraževanja in dodatnega usposabljanja.
14. Vodstvo podjetja se mora tako organizirati da bo vsakodnevno izvajalo zgornjih 13 točk.